# Oceola
Oceola – jednostka osadnicza w Stanach Zjednoczonych, w stanie Ohio, w hrabstwie Crawford.